# Rey de romanos

Escudo de José II, último Rey de romanos.

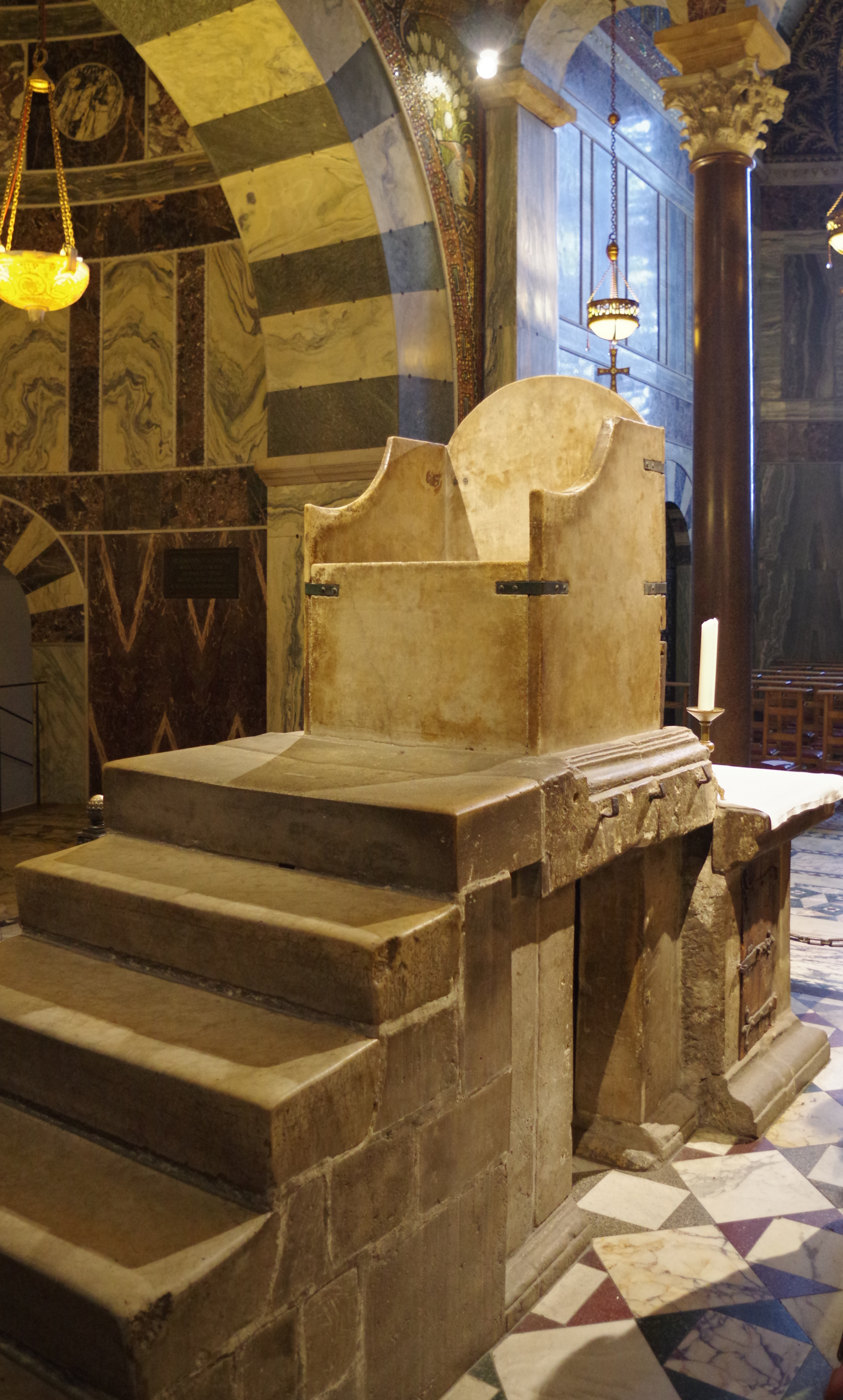
Real trono de Carlomagno en la catedral de Aquisgrán.

Rey de romanos o rey de los romanos (en latín: Rex Romanorum y en alemán: König der Römer ) fue el título usado por el rey de la Francia Oriental tras su elección por parte de los príncipes electores a partir del reinado de Enrique II (1002-1024). El título fue usado primeramente por el caudillo Siagrio del remanente romano de Soissons, y mucho más tarde, en el Sacro Imperio Romano Germánico, por un emperador futurible que no había sido coronado por el papa y que por lo tanto no podía intitularse emperador. 
El título se refería originalmente a cualquier rey germánico entre su elección y su coronación como Emperador del Sacro Imperio por parte del papa. También se usaba para designar al sucesor al trono electo mientras el emperador actual seguía con vida. A partir del siglo XVI, a medida que los reyes germánicos adoptaron el título de Emperador electo y dejaron de ser coronados por el papa, el título se empezó a usar exclusivamente para un sucesor electo al trono durante la vida de su predecesor.
El título real varió con el tiempo. Durante el período otoniano fue el «rey de francos» (en alemán: König der Franken, en latín: Rex Francorum), desde finales del período salio fue el «rey romano» (Römischer König) o el «rey de los romanos» (König der Römer). En el período moderno fue usado el título «rey en Germania» (en alemán: König in Germanien, en latín: Germaniae Rex). Finalmente, la moderna historiografía alemana estableció el término «rey romano-alemán» (Römisch-deutscher König) para diferenciar el emperador romano antiguo del emperador alemán moderno.

## Origen
La unción y coronación imperial de Luis II en abril de 850 asentó una constante a lo largo del medievo, que tales ritos solo podía hacerlos el papa, y en Roma, incluso si había sido ungido rey previamente. En 855, con la abdicación y muerte del emperador Lotario I, Luis II, que por entonces ya era rey de Italia, no obtuvo territorios al norte de los Alpes en el reparto efectuado por Lotario I. Al quedar como soberano italiano, el título imperial quedó confinado a Italia y a la defensa del papado, de lo que resultó, tras la muerte de Luis II, que el propio papado se arrogó la iniciativa de designar al emperador.
Este principio, de que solo el papa podía coronar al emperador y que el emperador era el protector de la Iglesia romana, que se estableció en el periodo carolingio, continuó a partir del siglo X, cuando Otón I reclamó al papa el reconocimiento de su estatus político. Otón I empleó el título de Imperator augustus, y fueron su hijo Otón II y su nieto Otón III los que decantaron la afirmación del Imperio centrada en Roma, y manifestada definitiva a través de su intitulación como Romanorum imperator augustus en 982.
Sin embargo, el papa era el que en último lugar podía coronar al soberano alemán como emperador, el soberano alemán era potencialmente un emperador y podían pasar años antes de llevarse a cabo la coronación imperial, con lo que los soberanos alemanes debían conformarse con el título de rex. El vínculo entre los reyes alemanes con la corona imperial se fue reforzando con Conrado II al intitularse como designado para la corona imperial de los romanos, imperium designatus romanorum, siendo ya rey de Alemania y de Italia. Finalmente fue Enrique III quien estableció la conexión entre su título real y la corona imperial, cuando emitió un diploma el 14 de enero de 1040 donde por primera vez aparecía la expresión Romanorum rex (rey de romanos). El uso de este término se volvió más frecuente y se fijó de forma más permanente con Enrique V, con la intención de contrarrestar la designación peyorativa y limitada de rex teutonicorum con la que el papa se refería a él durante la Querella de las Investiduras.

## Significación
El Rey de romanos puede ser considerado como un emperador electo en espera de ser coronado como tal en Roma o como el heredero del emperador designado en vida del propio emperador. Esto es, el Rey de romanos podría ser el heredero de un emperador o un soberano del Sacro Imperio en ejercicio en «espera de coronación» y que se intitularía emperador cuando fuera coronado por el papa en Roma. El Rey de romanos se intitulaba Romanorum rex semper Augustus antes de ser coronado Romanorum imperator semper augustus por el papa —hasta el año 1508—.
Un emperador ya coronado, deseoso de transmitir su trono a su descendencia en una monarquía electiva, hacía elegir a su sucesor durante su reinado por su propia iniciativa, con el consentimiento de los Electores y de acuerdo a las provisiones de la Bula de Oro de 1356. De este modo, a la muerte del emperador, había ya un rey que le sucedía inmediatamente, sin requerir otra coronación o Wahlkapitulation, puesto que ya había sido jurada una capitulación; así se evitaba un trono vacante y conflictos de intereses en una nueva elección. Este sucesor tomaba el título de Rey de romanos y se coronaba en Aquisgrán o en Fráncfort, y no intervenía en el gobierno salvo incapacidad del emperador o su renuncia de responsabilidades (como hicieron Maximiliano I durante el reinado del emperador Federico III o Fernando I durante el reinado del emperador Carlos V); su única función era ser el vicario general del Imperio.
Si a la muerte del emperador no había ningún Rey de romanos electo, entonces se hacía necesaria una elección por electores acorde con las provisiones de la Bula de Oro de 1356. Durante la vacancia en el trono, la autoridad era ejercida por dos vicarios imperiales: el Conde Palatino del Rin (Pfalzgraf bei Rhein) y el Duque de Sajonia (Herzog von Sachsen).
Desde el año 1508, el Rey de romanos Maximiliano I se intituló, con el consentimiento del papa Julio II, como emperador electo (Erwählter Römischer Kaiser), con lo que ya no necesitaba ser coronado por el papa, sino que bastaba con la coronación en sus territorios. Así, la posición del Rey de romanos se quedó limitada a ser el heredero electo en vida del emperador, que automáticamente pasaba a ser emperador electo a la muerte de su predecesor sin necesidad de otra ceremonia.

## Lista de los Reyes de romanos
| Dinastías |
| --- |
| Salia Supplinburgo Hohenstaufen Welf Ludovingios Holanda Plantagenet Borgoña Nassau Luxemburgo Wittelsbach Habsburgo |

| Rey de Romanos                               | Rey de Romanos                               | Rey de Romanos                       | Inicio                             | Inicio                                                     | Coronación                                   | Fin                      | Fin                                                                       |
| Rey de Romanos                               | Rey de Romanos                               | Rey de Romanos                       | Fecha                              | Elección                                                   | Coronación                                   | Fecha                    | Causa                                                                     |
| -------------------------------------------- | -------------------------------------------- | ------------------------------------ | ---------------------------------- | ---------------------------------------------------------- | -------------------------------------------- | ------------------------ | ------------------------------------------------------------------------- |
|                                              |                                              | Enrique V (1086-1125)                | mayo de 1098                       | Deposición de su hermano Conrado II como rey de Alemania.  | 6 de enero de 1099 (Aquisgrán)               | 13 de abril de 1111      | Coronación como emperador (1111-1125).                                    |
|                                              |                                              | Lotario II (1075-1137)               | 24 de agosto de 1125               | Elegido rey por la nobleza imperial.                       | 13 de septiembre de 1125 (Aquisgrán)         | 4 de junio de 1133       | Coronación como emperador (1133-1137).                                    |
| Dominio de los Hohenstaufen (1127-1198)      |                                              |                                      |                                    |                                                            |                                              |                          |                                                                           |
|                                              |                                              | Conrado III (1093-1152)              | 18 de diciembre de 1127            | Elegido como antirrey a Lotario II.                        | -                                            | Septiembre de 1135       | Renuncia ante la presión de Lotario II.                                   |
| 7 de marzo de 1138                           | Elegido rey tras la muerte de Lotario II.    | Conrado III (1093-1152)              | 13 de marzo de 1138 (Aquisgrán)    | 15 de febrero de 1152                                      | Fallecido en el cargo.                       |                          |                                                                           |
|                                              |                                              | Enrique Berenguer (1137-1150)        | marzo de 1147                      | Elegido correy por el colegio de electores.                | 30 de marzo de 1147 (Aquisgrán)              | 1150                     | Fallecido en el cargo.                                                    |
|                                              |                                              | Federico I Barbarroja (1122-1190)    | 4 de marzo de 1152                 | Elegido rey por el colegio de electores.                   | 9 de marzo de 1152 (Aquisgrán)               | 18 de junio de 1155      | Coronación como emperador (1155-1190).                                    |
|                                              |                                              | Enrique VI (1165-1197)               | junio de 1169                      | Elegido rey por el colegio de electores.                   | 15 de agosto de 1169 (Aquisgrán)             | 15 de abril de 1191      | Coronación como emperador (1191-1197).                                    |
|                                              |                                              | Federico II (1194-1250)              | 25 de diciembre de 1196            | Elegido rey por el colegio de electores.                   | -                                            | 8 de marzo de 1198       | Sus derechos pasan a Felipe de Suabia.                                    |
| Guerra civil en el Sacro Imperio (1198-1215) |                                              |                                      |                                    |                                                            |                                              |                          |                                                                           |
|                                              |                                              | Felipe de Suabia (1177-1208)         | 8 de marzo de 1198                 | Elegido rey por el colegio de electores.                   | 8 de septiembre de 1198 (Maguncia)           | 12 de julio de 1198      | Pérdida del apoyo de la nobleza. Coronación de Otón IV.                   |
| 6 de enero de 1205 (Aquisgrán)               | 21 de junio de 1208                          | Felipe de Suabia (1177-1208)         | 8 de marzo de 1198                 | Elegido rey por el colegio de electores.                   | Captura de Otón IV. Fallecido en el cargo.   |                          |                                                                           |
|                                              |                                              | Otón IV (1175-1218)                  | 9 de junio de 1198                 | Elegido como antirrey a Felipe.                            | 12 de julio de 1198 (Aquisgrán)              | 21 de junio de 1208      | Derrota ante Felipe de Suabia.                                            |
| 11 de noviembre de 1208                      | Elección tras la muerte de Felipe de Suabia. | Otón IV (1175-1218)                  | 4 de octubre de 1209               | Coronación como emperador (1209-1215).                     | 12 de julio de 1198 (Aquisgrán)              |                          |                                                                           |
|                                              |                                              | Federico II (1194-1250)              | 5 de diciembre de 1212             | Elegido como antirrey a Otón IV.                           | 9 de diciembre de 1212 (Maguncia)            | -                        | Reconocimiento en el sur del Imperio.                                     |
| julio de 1215                                | Otón IV es depuesto.                         | Federico II (1194-1250)              | 25 de julio de 1215 (Aquisgrán)    | 22 de noviembre de 1220                                    | Coronado como emperador (1220-1250).         |                          |                                                                           |
|                                              |                                              | Enrique de Hohenstaufen (1211-1242)  | 23 de abril de 1220                | Elegido por el colegio de electores.                       | 8 de mayo de 1222 (Aquisgrán)                | 4 de julio de 1235       | Destronado por rebelión contra su padre.                                  |
| Gran Interregno (1254-1273)                  |                                              |                                      |                                    |                                                            |                                              |                          |                                                                           |
|                                              |                                              | Conrado IV (1228-1254)               | mayo de 1237                       | Elegido por el colegio de electores.                       | -                                            | 21 de mayo de 1254       | Fallecido en el cargo.                                                    |
|                                              |                                              | Enrique Raspe (1204-1247)            | 22 de mayo de 1246                 | Elegido como antirrey a Conrado IV.                        | -                                            | 16 de febrero de 1247    | Fallecido en el cargo.                                                    |
|                                              |                                              | Guillermo de Holanda (1227-1256)     | 3 de octubre de 1247               | Elegido como antirrey a Conrado IV.                        | 1 de noviembre de 1248 (Aquisgrán)           | 28 de enero de 1256      | Fallecido en el cargo.                                                    |
|                                              |                                              | Ricardo de Cornualles (1209-1272)    | 13 de enero de 1257                | Elegido por 4 príncipes electores.                         | 17 de mayo de 1257 (Aquisgrán)               | 2 de abril de 1272       | Fallecido en el cargo.                                                    |
|                                              |                                              | Alfonso de Castilla (1221-1284)      | 1 de abril de 1257                 | Elegido por 3 príncipes electores.                         | -                                            | Mayo de 1275             | Renuncia.                                                                 |
|                                              |                                              | Rodolfo I (1218-1291)                | 1 de octubre de 1273               | Elegido por el colegio de electores.                       | 24 de octubre de 1273 (Aquisgrán)            | 15 de julio de 1291      | Fallecido en el cargo.                                                    |
| Lucha entre poderes regionales (1291-1437)   |                                              |                                      |                                    |                                                            |                                              |                          |                                                                           |
|                                              |                                              | Adolfo de Nassau (1255-1298)         | 5 de mayo de 1292                  | Elegido por el colegio de electores.                       | 2 de junio de 1292 (Aquisgrán)               | 23 de junio de 1298      | Depuesto por el colegio de electores.                                     |
|                                              |                                              | Alberto I (1255-1308)                | 24 de junio de 1298                | Elegido por el colegio de electores.                       | 24 de agosto de 1298 (Aquisgrán)             | 1 de mayo de 1308        | Fallecido en el cargo.                                                    |
|                                              |                                              | Enrique VII (1275-1313)              | 27 de noviembre de 1308            | Elegido por el colegio de electores.                       | 6 de enero de 1309 (Aquisgrán)               | 29 de junio de 1312      | Coronación como emperador (1312-1313).                                    |
|                                              |                                              | Federico de Habsburgo (1289-1330)    | 19 de octubre de 1314              | Elegido por el colegio de electores.                       | 25 de noviembre de 1314 (Bonn)               | 28 de septiembre de 1322 | Derrotado en la Batalla de Mühldorf. Renuncia en el Tratado de Trausnitz. |
|                                              |                                              | Luis IV (1282-1347)                  | 20 de octubre de 1314              | Elegido por el colegio de electores contrarios a Federico. | 25 de noviembre de 1314 (Aquisgrán)          | 17 de enero de 1328      | Coronación como emperador (1328-1347).                                    |
|                                              |                                              | Federico de Habsburgo (1289-1330)    | 7 de enero de 1326                 | Corregente por el Tratado de Ulm.                          | -                                            | 13 de enero de 1330      | Fallecido en el cargo.                                                    |
|                                              |                                              | Carlos IV (1316-1378)                | 11 de julio de 1346                | Elegido como antirrey a Luis IV.                           | 26 de noviembre de 1346 (Bonn)               | 11 de octubre de 1347    | Muerte de Luis IV.                                                        |
|                                              |                                              | Gunther de Schwarzburg (1304-1349)   | 30 de enero de 1349                | Elegido por el colegio de electores.                       | 6 de febrero de 1349                         | 26 de mayo de 1349       | Renuncia tras su derrota en el Tratado del Eltville.                      |
|                                              |                                              | Carlos IV (1316-1378)                | 17 de julio de 1349                | Elegido como antirrey a Gunther. Después rey legítimo      | 25 de julio de 1349 (Aquisgrán)              | 5 de abril de 1355       | Coronación como emperador (1355-1378).                                    |
|                                              |                                              | Wenceslao de Luxemburgo (1361-1419)  | 10 de junio de 1376                | Elegido por el colegio de electores.                       | 6 de julio de 1376 (Aquisgrán)               | 20 de agosto de 1400     | Depuesto por el colegio electores.                                        |
|                                              |                                              | Roberto del Palatinado (1352-1410)   | 21 de agosto de 1400               | Elegido por el colegio de electores.                       | 6 de enero de 1401 (Colonia)                 | 18 de mayo de 1410       | Fallecido en el cargo.                                                    |
|                                              |                                              | Segismundo de Luxemburgo (1368-1437) | 20 de septiembre de 1410           | Elegido por el colegio de electores.                       | -                                            | 31 de mayo de 1433       | Coronado como emperador (1433-1437)                                       |
| 21 de julio de 1411                          | Elegido por el colegio de electores.         | Segismundo de Luxemburgo (1368-1437) | 8 de noviembre de 1414 (Aquisgrán) |                                                            |                                              | 31 de mayo de 1433       | Coronado como emperador (1433-1437)                                       |
|                                              |                                              | Jobst de Moravia (1354-1411)         | 1 de octubre de 1410               | Elegido por el colegio de electores.                       | -                                            | 8 de enero de 1411       | Fallecido en el cargo.                                                    |
| Dominio de los Habsburgo (1438-1765)         |                                              |                                      |                                    |                                                            |                                              |                          |                                                                           |
|                                              |                                              | Alberto II (1397-1439)               | 18 de marzo de 1438                | Elegido por el colegio de electores.                       | -                                            | 27 de octubre de 1439    | Fallecido en el cargo.                                                    |
|                                              |                                              | Federico III (1415-1493)             | 2 de febrero de 1440               | Elegido por el colegio de electores.                       | 17 de junio de 1442                          | 19 de marzo de 1452      | Coronado como emperador (1452-1493)                                       |
|                                              |                                              | Maximiliano I (1459-1519)            | 16 de febrero de 1486              | Elegido por el colegio de electores.                       | 9 de abril de 1486 (Aquisgrán)               | 4 de febrero de 1508     | Reconocido como emperador electo                                          |
| 6 de febrero de 1508                         | Coronación como emperador electo (1508-1519) | Maximiliano I (1459-1519)            | 16 de febrero de 1486              | Elegido por el colegio de electores.                       | 9 de abril de 1486 (Aquisgrán)               |                          |                                                                           |
|                                              |                                              | Carlos V (1500-1558)                 | 28 de junio de 1519                | Elegido por el colegio de electores.                       | 23 de octubre de 1520 (Aquisgrán)            | 26 de octubre de 1520    | Reconocido como emperador electo                                          |
| 24 de febrero de 1530                        | Coronado como emperador electo (1530-1556)   | Carlos V (1500-1558)                 | 28 de junio de 1519                | Elegido por el colegio de electores.                       | 23 de octubre de 1520 (Aquisgrán)            |                          |                                                                           |
|                                              |                                              | Fernando I (1503-1564)               | 5 de junio de 1531                 | Elegido por el colegio de electores.                       | 11 de enero de 1531 (Aquisgrán)              | 24 de marzo de 1558      | Coronado como emperador electo (1558-1564)                                |
|                                              |                                              | Maximiliano II (1527-1576)           | 28 de noviembre de 1562            | Elegido por el colegio de electores.                       | 30 de noviembre de 1562 (Fráncfort del Meno) | 25 de julio de 1564      | Reconocido como emperador electo (1564-1576)                              |
|                                              |                                              | Rodolfo II (1552-1612)               | 27 de octubre de 1572              | Elegido por el colegio de electores.                       | 1 de noviembre de 1575 (Ratisbona)           | 12 de octubre de 1576    | Reconocido como emperador electo (1576-1612)                              |
|                                              |                                              | Fernando III (1608-1657)             | 22 de diciembre de 1636            | Elegido por el colegio de electores.                       | 30 de diciembre de 1636 (Ratisbona)          | 15 de febrero de 1637    | Reconocido como emperador electo (1637-1657)                              |
|                                              |                                              | Fernando IV (1633-1654)              | 31 de mayo de 1653                 | Elegido por el colegio de electores.                       | 18 de junio de 1653 (Ratisbona)              | 9 de julio de 1654       | Fallecido en el cargo.                                                    |
|                                              |                                              | José I (1678-1711)                   | 23 de enero de 1690                | Elegido por el colegio de electores.                       | 26 de enero de 1690 (Augsburgo)              | 5 de mayo de 1705        | Reconocido como emperador electo (1705-1711)                              |
|                                              |                                              | José II (1741-1790)                  | 27 de marzo de 1764                | Elegido por el colegio de electores.                       | 3 de abril de 1764 (Fráncfort del Meno)      | 18 de agosto de 1765     | Reconocido como emperador electo (1765-1790)                              |

## Otras menciones
En el Imperio romano de Oriente (o Imperio bizantino), cuya capital era Constantinopla, se utilizaba el título "Basileos de los romanos" (βασιλεύς Ῥωμαίων). El término Basileus suele ser traducido como "rey", por lo que el término podría traducirse como "Rey de los romanos". Sin embargo, el título Basileus (que en realidad vendría a ser "monarca" o "soberano") fue entendido como un equivalente de los títulos Augustus e Imperator.
A Napoleón II Bonaparte se le otorgó por nacimiento el título de Rey de Roma, a instancias de su padre el emperador de Francia Napoleón I, y en virtud del Senadoconsulto del 17 de febrero de 1810.